# Campodarbe
Campodarbe es una localidad española del municipio oscense de Boltaña, en la comunidad autónoma de Aragón. Pertenece a la comarca del Sobrarbe.

## Historia
Hacia mediados del siglo XIX, la localidad, perteneciente ya por entonces al término municipal de Boltaña, tenía una población de 18 habitantes. Aparece descrita en el quinto volumen del Diccionario geográfico-estadístico-histórico de España y sus posesiones de Ultramar de Pascual Madoz de la siguiente manera:

CAMPODARVE: ald. en la prov. de Huesca, en el part. jud. y térm. jurisd. de la v. de Boltaña, dióc. de Barbastro. Tiene 8 casas y una igl. parr. (San Juan Bautista), de la que es aneja la de San Martin, servida por un cura y un sacristan; el curato es de entrada y su presentacion corresponde á los vec. de la espresada v. de Boltaña: los hab. de esta ald. se surten para beber y demas usos domésticos, de las aguas de un pozo que hay á 100 pasos, al que hay que bajar por unas gradas. Su dist. á la cap. y otros puntos, los confines de su térm., calidad de su terreno y demas particularidades (V. Boltaña, con quien forma ayunt.) pobl.; 3 vec., 18 alm. contr. 956 rs. 19 mrs.
(Madoz, 1846, pp. 376-377)